# Моја ствар
Моја ствар је пети студијски албум хрватске поп певачице Северине, издат 1996.
Северини је ово први албум на којем је потписана као аутор насловне нумере и још неколико песама.  Са њом су на албуму радили многи музичари, међу којима су Фарук Буљубашић, Иван Микулић, Саша Лошић, Миро Буљан и други.
Албум "Моја сватра" наишао је на оштре критике публике и професионалаца због пренаглашеног рок звука. Албум садржи дванаест песама  са преовлађујућим рок звуком, а објављена су и два сингла са албума "Моја ствар" и "Од рођендана до рођендана".

## Позадина
Након комерцијалног успеха албума Трава зелена, Северина и Зринко Тутић су почетком 1996. године почели да раде на новом студијском албуму, међутим, како Северина није била задовољна текстовима других текстописаца, одлучила је да напише неколико текстова за албум. Ова одлука довела је до погоршања односа са Тутићем, који није хтео ни да се пријави као продуцент албума Моја ствар, а инкриминишући је да је све радила тврдоглаво, у договору са Никшом Братошем, аранжером на албуму.  Албум је сниман и представљен јавности на Велебиту, у планинској кућици близу хотела Велебно, између Госпића и Карлобага.

## Комерцијални успех
Иако су песме са албума Моја ствар биле добре, публика Северину није тако прихватила. Дакле, албум је прошао много лошије од својих претходника, али су ипак два сингла са албума остала на њеном репертоару до данас.
Албум је промовисан концертом новембра 1996 године, уз гостовање Ивана Микулића и Дражена Жерића, певача Црвене јабуке. Снимак је емитован на другом програму ХРТ-а.
Праћен је спотовима за песме Моја ствар и Од рођендана до рођендана.

## Списак песама
| №   | Назив                     | Трајање |  |
| 1.  | Успаванка                 | 0:31    |  |
| 2.  | Моја ствар                | 3:53    |  |
| 3.  | Од рођендана до рођендана | 4:25    |  |
| 4.  | ...                       | 0:34    |  |
| 5.  | Спреман за то             | 4:00    |  |
| 6.  | Помало                    | 4:15    |  |
| 7.  | Зиме љета јесени          | 5:06    |  |
| 8.  | ...                       | 0:35    |  |
| 9.  | Звијезде падају           | 3:49    |  |
| 10. | Буди хепи                 | 3:26    |  |
| 11. | ...                       | 0:38    |  |
| 12. | Слободна                  | 4:11    |  |
| 13. | Ајајаја                   | 3:51    |  |
| 14. | ...                       | 0:33    |  |
| 15. | Милост                    | 4:14    |  |
| 16. | Успаванка                 | 0:32    |  |

## Обраде
Моја ствар - Like a Rolling Stone